# Іжсталь (хокейний клуб)
Хокейний клуб «Іжсталь» — хокейний клуб з м. Іжевська, Росія. Заснований у 1958 році. Попередні назви — «Труд», «Зеніт». Виступає у чемпіонаті Вищої хокейної ліги.
Чемпіон РРФСР (1975). Переможець Першості СРСР (1979, 1981), срібний призер (1987). Володар Кубка РРФСР (1972).
Домашні ігри команда проводить у Льодовому палаці «Іжсталь» (5500). Кольори клубу: синій, жовтий і червоний.

## Історія
Команда заснована в 1959 році і представляє колектив АТ «Іжсталь». Клуб є переможцем першого чемпіонату Удмуртії 1959—60 років. На початку 60-х команда брала участь у першості РРФСР по другій групі і змаганнях на призи ЦС ДСО профспілок.
Починаючи з 1969 року «Іжсталь» бере участь в чемпіонатах країни. Найвищими досягненнями в чемпіонатах СРСР є: Клас «Б» (2 сезони) — 2-е місце в західній зоні в сезоні 1970—71 років. Друга зона (4 сезони) — 2-е місце в західній зоні, 1974—75 років.
Перша ліга (11 сезонів) — 1-е місце в сезонах 1978—79, 1980—81, 1986—87 років.
Вища ліга (7 сезонів) — 9-е місце в сезонах 1981—82 і 1984—85 років.
Під час перебування у Вищому дивізіоні радянського хокею, «Іжсталь» неодноразово обігравала клуби-гранди, такі як: «Динамо» (Москва), «Крила Рад» (Москва), «Сокіл» (Київ), СКА (Ленінград), «Автомобіліст» (Свердловськ), «Хімік» (Воскресенськ), «Динамо» (Рига). Двічі команда грала внічию 5:5 і 1:1 з ЦСКА (Москва).
Через фінансово-організаційні проблеми два сезони (1993—94 і 1994—95) команда не брала участі в чемпіонатах країни.
«Іжсталь» — чемпіон РРФСР 1975 року, володар Кубка РРФСР 1972 року, володар Кубка Федерації хокею Росії 2001, 2003 і 2006 років. Переможець турніру на призи АТ «Татнефть», 1998 року. Чотириразовий переможець традиційних турнірів пам'яті В. Тарасова у 2002—05 років.
«Іжсталь» провела понад 50 міжнародних матчів, завоювавши «Кубок шахтарів» (Польща, 1976 рік), «Полярний кубок» (Швеція, 1985 рік). Стала в 1983 році в ЧССР бронзовим призером міжнародного турніру «Золотий колос». Найбільша перемога в міжнародних матчах — 17:4 (над ТУЛ, Фінляндія — 1976 рік), найбільша поразка — 2:7 (від «Мотора» (Чеське-Будейовіце), Чехословаччина — 1983 рік).

## Досягнення
- Чемпіон РРФСР (1975)
- Переможець Першості СРСР (1979, 1981), срібний призер (1987)
- Володар Кубка РРФСР (1972).

## Відомі гравці
Найсильніші гравці різних років:
- воротарі: Дмитро Курошин, Олексій Тверизовський, Володимир Герасимов, Гунтіс Каркліньш;
- захисники: Сергій Тижних, Анатолій Семенов, Володимир Крючков[ru], Сергій Лубнін, Сергій Гусєв, Сергій Вологжанін, Віктор Соколов, Сергій Вікулов, Леонід Береснєв[en];
- нападаники: Олександр Орлов, Ігор Орлов, Місхат Фахрутдінов, Дмитро Федін, Віктор Кутергін[ru], Сергій Абрамов, Олександр Веселов, В'ячеслав Комраков, Равіль Гатаулін, Олександр Корніченко, Юрій Савцилло, Віктор Вахрушев[ru].

## Тренери
Головні тренери команди:
- Євген Флейшер (1968—1974)
- Володимир Голєв (19749—1978)
- Ігор Дмитрієв (1978—1979)
- Роберт Черенков[ru] (1979—1983)
- Валерій Іванов (1983—1987)
- Микола Соловйов (1987—1988)

## Статистика
Статистика виступів «Іжсталі» у вищій лізі:
| Сезон   | Турнір    | І  | В  | Н | П  | Ш         | О  | Місце   |
| ------- | --------- | -- | -- | - | -- | --------- | -- | ------- |
| 1979-80 | вища ліга | 44 | 9  | 8 | 27 | 143 — 229 | 26 | 10 з 12 |
| 1981-82 | вища ліга | 44 | 11 | 8 | 25 | 134 — 196 | 30 | 10 з 12 |
| 1982-83 | вища ліга | 44 | 10 | 6 | 28 | 118 — 199 | 26 | 11 з 12 |
| 1983-84 | вища ліга | 44 | 7  | 4 | 33 | 100 — 216 | 18 | 11 з 12 |
| 1984-85 | вища ліга | 22 | 9  | 1 | 12 | 68 — 88   | 19 | 9 з 12  |
| 1985-86 | вища ліга | 22 | 6  | 1 | 15 | 63 — 106  | 13 | 12 з 12 |
| 1987-88 | вища ліга | 26 | 7  | 2 | 17 | 85 — 141  | 16 | 13 з 14 |

Найбільше ігор у вищій лізі провели:
- Сергій Абрамов — 218
- Дмитро Федін — 186
- Сергій Лубнін — 181
- В'ячеслав Комраков — 179
- Равіль Гатаулін — 164
- Сергій Вологжанін — 155
- Володимир Крючков[ru] — 150
- Сергій Молчанов — 149
- Анатолій Семенов — 146
- Віктор Вахрушев[ru] — 137
- Сергій Тижних — 135
- Юрій Савцилло — 129
- Олександр Веселов — 124
- Геннадій Гобачов — 123
- Володимир Соларєв — 122
- Олександр Голубович — 109
- Валентин Чупров — 99
- Олексій Тверизовський — 96
- Володимир Герасимов — 92
- Віктор Кутергін[ru] — 85
- Сергій Яупов — 85
- Ігор Гуров — 83
- Ігор Беляєвський[ru] — 82
- Віталій Гросман[ru] — 81
- Геннадій Чупін — 77
- Ігор Туляков — 73
- Сергій Вікулов — 70
- Олександр Орлов — 68
- Андрей Попугаєв[ru] — 66
- Ігор Орлов — 65
- Сергій Гусєв — 62
- Олег Камашев — 58
- Віктор Соколов — 54
- Олександр Корніченко — 53
- Сергій Войкін[ru] — 52
- Костянтин Астраханцев — 51